# تشارلز بي. بيري
تشارلز بي. بيري (بالإنجليزية: Charles B. Perry)‏ هو محامي وسياسي أمريكي، ولد في 1855، وتوفي في 1940. حزبياً، نشط في الحزب الجمهوري. وقد انتخب عضو جمعية ولاية ويسكونسن.